# 曼哈頓計畫國家歷史公園
曼哈頓計畫國家歷史公園（英語：Manhattan Project National Historical Park）是美國的一座國家歷史公園，旨在紀念第二次世界大戰期間的曼哈頓計畫。該公園由美國國家公園管理局與美國能源部共同管理。公園共有三個場址：田納西州橡樹嶺、新墨西哥州洛斯阿拉莫斯、華盛頓州漢福德。公園於2015年11月10日正式設立，當時美國內政部長薩莉·朱厄爾與美國能源部長歐內斯特·莫尼茲簽署了一份合作備忘錄，明訂兩個機構在共同管理此歷史公園時的權責分工。
美國能源部原本擁有並管理曼哈頓計畫三個主要地點的大部分設施與土地。在超過十年的時間裡，美國能源部與國家公園管理局、以及聯邦、州與地方政府與相關機構合作，致力於將這些具有歷史意義的地點轉型為一座國家歷史公園。經過數年的調查與評估，涵蓋三個現址及另外五個可能地點之後，兩個機構正式建議將漢福德、洛斯阿拉莫斯與橡樹嶺設立為曼哈頓計畫國家歷史公園的三個單位。
根據規劃，美國能源部將繼續擁有與管理這些地點，而國家公園管理局則負責提供解說導覽服務、遊客中心以及派駐公園管理員等公共接待功能。美國國會曾在2012年與2013年兩度試圖通過授權設立該公園的法案，但都未能成功。然而，眾議院與參議院最終於2014年12月通過相關法案，隨後歐巴馬總統簽署《國防授權法案》（National Defense Authorization Act），正式授權設立曼哈頓計畫國家歷史公園。

## 場址

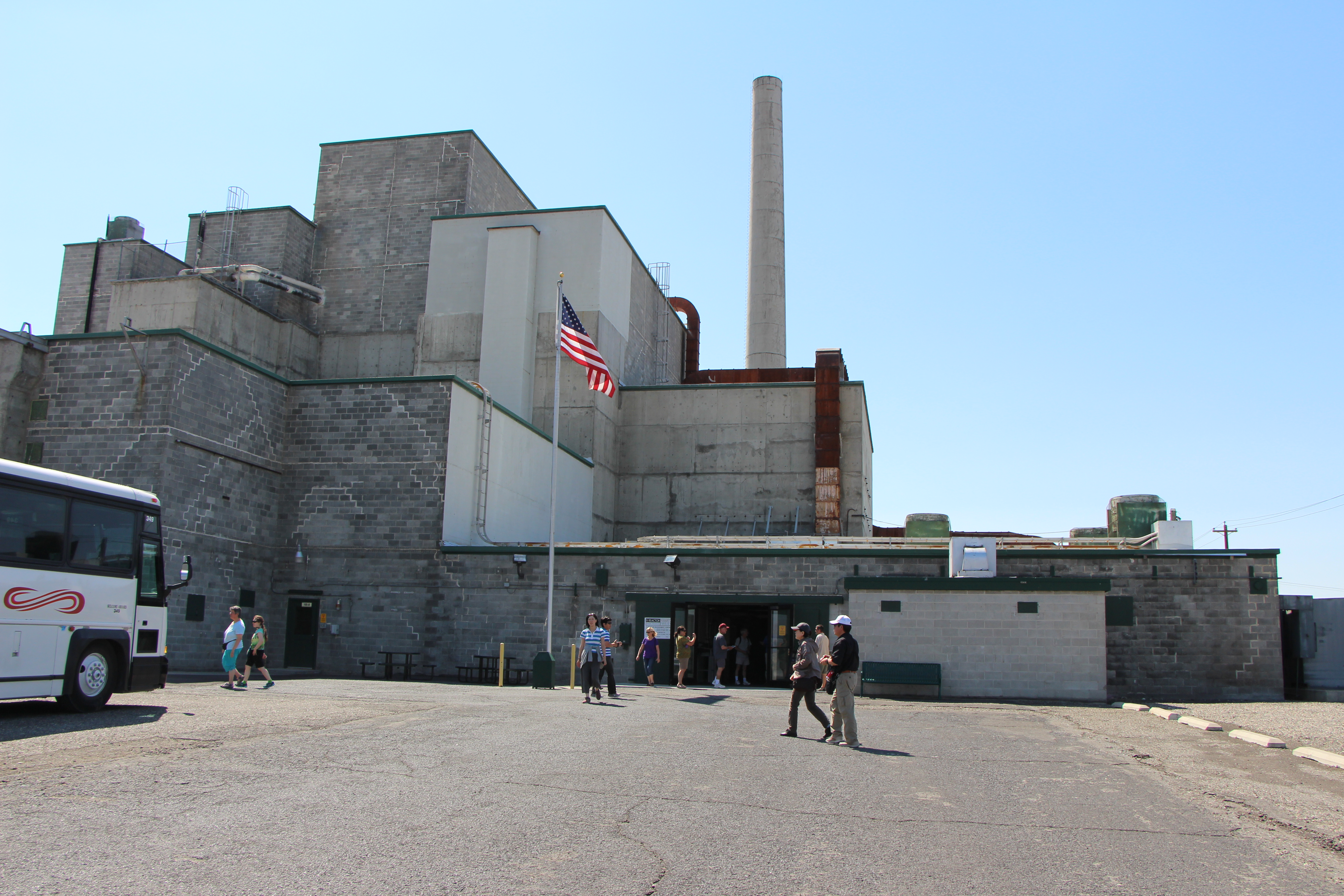
位於漢福德的B反應堆。

曼哈頓計畫國家歷史公園保護了許多與曼哈頓計畫相關的重要建築與設施，然而，僅有部分對外開放供遊客參觀。

### 華盛頓州漢福德
- B反應堆：世界上第一座大型可控核分裂反應爐。可透過事先預約參加巴士導覽行程參觀。[5]
- 舊漢福德中學（Hanford High School）與漢福德工地營區歷史區（t）：展示曼哈頓計畫時期臨時社區與基礎建設的歷史遺跡。[5]
- 布魯格曼農業倉儲園區（Bruggemann's Agricultural Warehouse Complex）：原為白布拉夫斯（英语：White Bluffs）地區的農業設施，反映核計畫前的農村生活樣貌。[5]
- 白布拉夫斯銀行（White Bluffs Bank）與漢福德灌溉區抽水站（Hanford Irrigation District Pump House）：與當地早期經濟活動與水利工程有關的歷史建築，後來被納入曼哈頓計畫管理區域。[5]

### 新墨西哥州洛斯阿拉莫斯

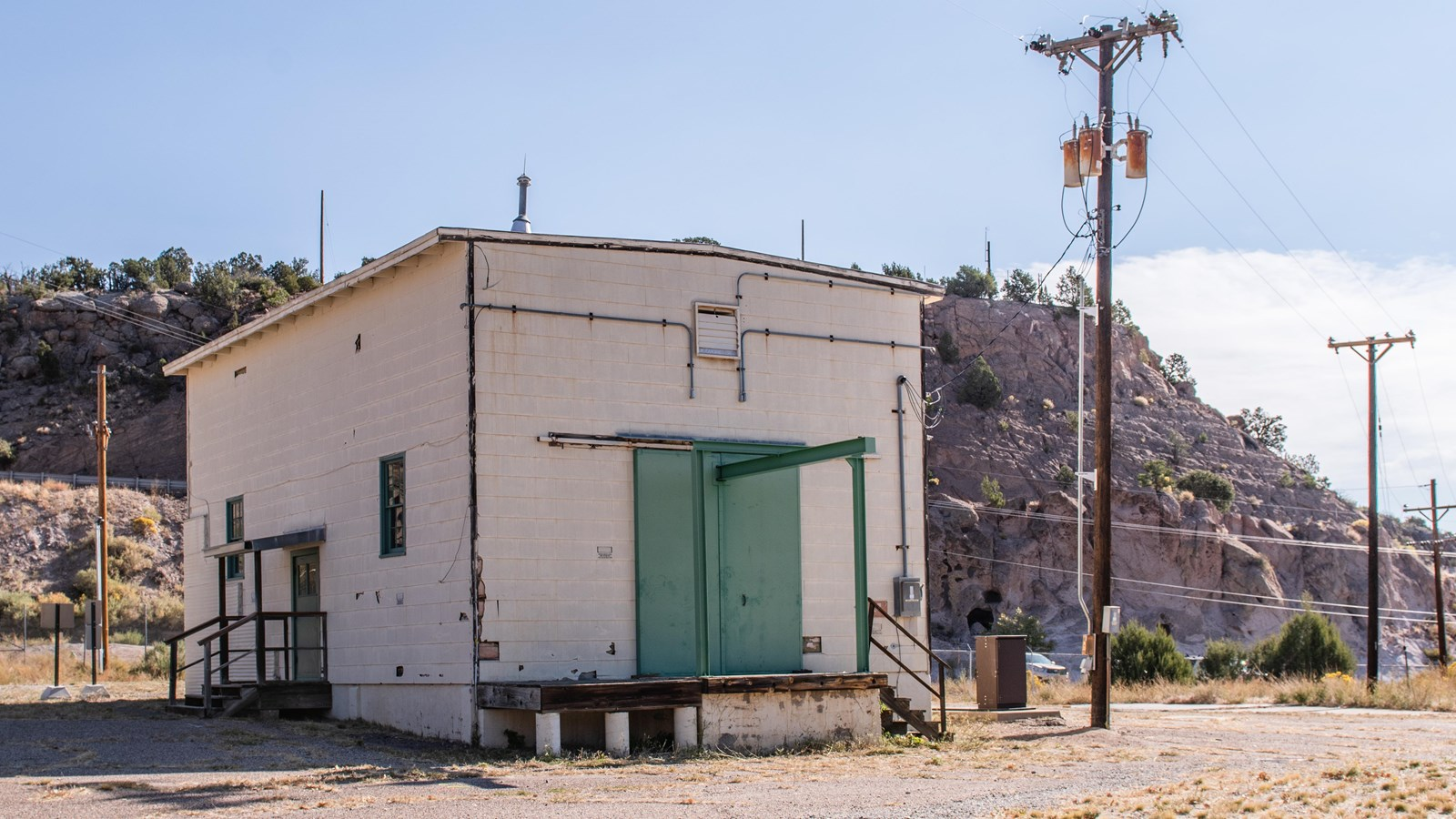
The Slotin Building

曼哈頓計畫國家歷史公園洛斯阿拉莫斯遊客中心位於洛斯阿拉莫斯市中心第20街475號（475 20th Street）。該地點座落於洛斯阿拉莫斯社區大樓（Los Alamos Community Building），從街道望向建築時，位於左前方（緊鄰洛斯阿拉莫斯青少年中心（Los Alamos Teen Center））。開放時間：每週五至週一，上午10點至下午3點。遊客可在此了解曼哈頓計畫的歷史背景，以及洛斯阿拉莫斯周邊的相關歷史地點。
國家實驗室範圍內的三處園區（僅限參加能源部組織的導覽巴士團參觀）：
- Gun Site設施區（TA-8）：內含三座加固掩體建築TA-8-1、TA-8-2、TA-8-3，以及一座可移動的警衛崗哨TA-8-172。此處為早期槍式核武設計研發的場地。
- V-Site 組裝設施（V-Site Facilities）：包括TA-16-516、TA-16-517V-Site組裝大樓，是最早用於原子彈裝置組裝與測試的關鍵建築。
- 帕哈里托場址（Pajarito Site）：包含TA-18-1Slotin大樓（因放射線事故命名）、TA-8-2Battleship 控制建築、TA-18-29：Pond 小屋。此區與臨界實驗相關，歷史意義重大。

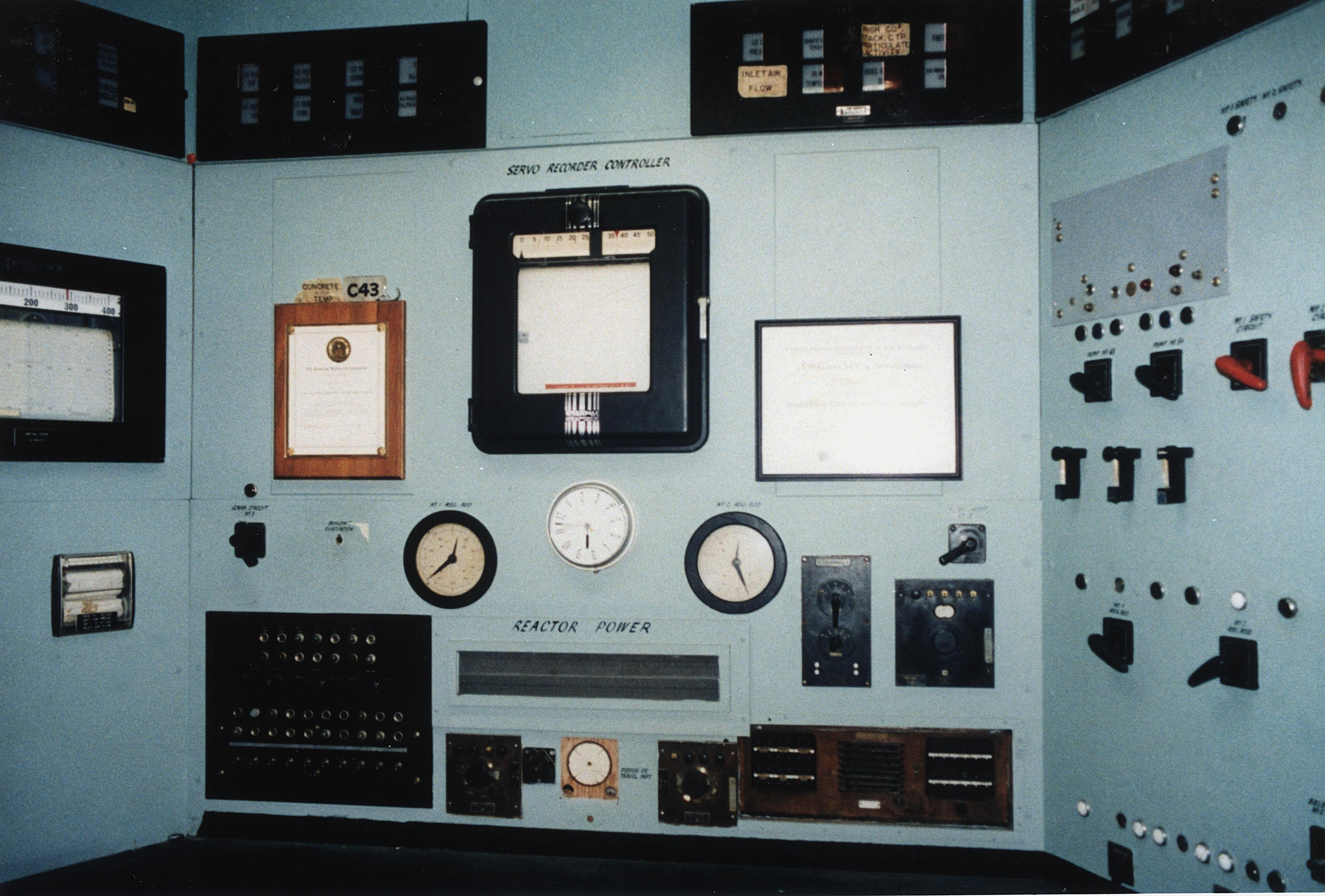
Controls of the X-10 Graphite Reactor

### 田納西州橡樹嶺
美國科學與能源博物館提供巴士導覽服務，帶領遊客參觀克林頓工程基地（Clinton Engineer Works）中的多座歷史建築，包括：
- X-10石墨反應爐：世界第一座持續運作的核反應爐，用於生產鈽-239，為商業核能與核武發展奠定基礎。
- Y-12核設施中的9731與9204-3號建築：9731 號建築是Y-12最早建成的建築之一，用於實驗與訓練。9204-3 號建築曾用於鈾濃縮與分離，為曼哈頓計畫的重要設施之一。
- 東田納西科技園區（East Tennessee Technology Park）：興建於原 K-25 建築所在地，K-25是當時全球最大建築之一，專門進行氣體擴散法鈾濃縮作業。

另有橡樹嶺歷史博物館，聚焦於曼哈頓計畫期間對橡樹嶺社會的衝擊。

## 外部連結
- 官方網站（國家公園管理局）（英文）
- 官方網站（美國能源部）（英文）